# Вецстамериена

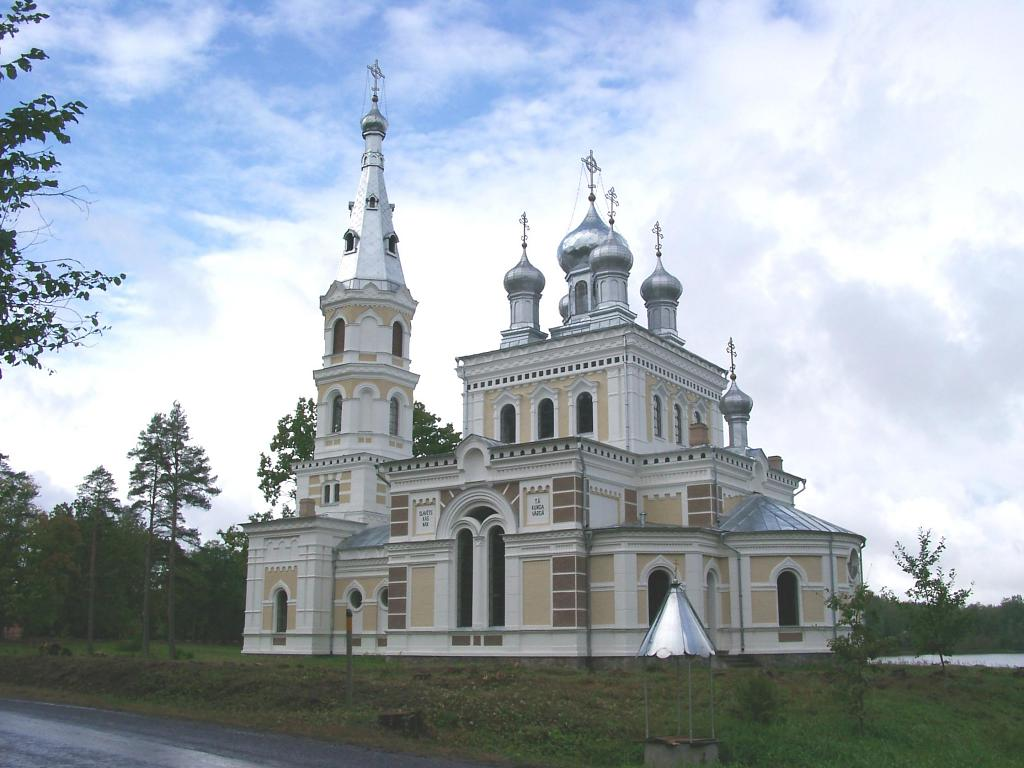
Церковь Александра Невского

Ве́цстамериена (латыш. Vecstāmeriena) — населённый пункт в Гулбенском крае Латвии. Административный центр Стамериенской волости. Расстояние до города Гулбене составляет около 14 км. Рядом находятся озёра Стамерес и Погас. По данным на 2015 год, в населённом пункте проживал 301 человек. Есть волостная администрация, дом культуры, библиотека, гостиница, православная церковь Александра Невского.

## История
Населённый пункт находится на территории бывшего поместья Стамериена (Штомерзее). В 1830—1840-х годах здесь был построен Стамериенский дворец. В 1904 году был построен православный храм Александра Невского.
В советское время населённый пункт входил в состав Стамериенского сельсовета Гулбенского района.